# Ковкеницы
Ковкеницы — деревня в Лодейнопольском городском поселении Лодейнопольского района Ленинградской области.

## История
Согласно плану западной части Лодейнопольского уезда 1818 года деревня называлась Кофкеницы. К северу от деревни находилась водяная мельница и лесопильный завод. 

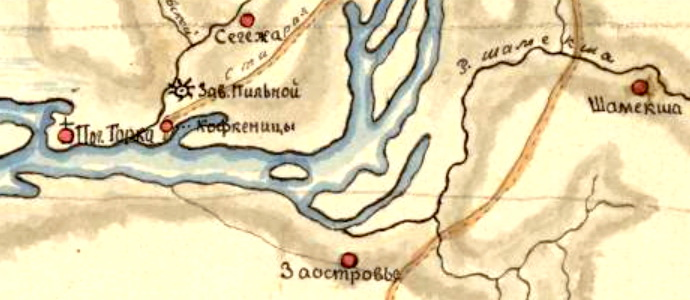
Деревня Ковкеницы на плане уезда 1818 года

В примечаниях к запискам одного из первых исследователей Ладожского озера капитана Я. Я. Мордвинова указано, что Ковкиницы, это экономическая деревня стоящая на устье Сегежи, а пильный завод на ней принадлежал санкт-петербургскому купцу Григорию Овчинникову. 

КОВКИНИЦЫ — деревня при реке Свири, число дворов — 62, число жителей: 144 м. п., 171 ж. п.; Кузница . (1879 год)

Сборник Центрального статистического комитета описывал её так:

КОВКЕНИЦЫ — деревня бывшая государственная при реке Свири, дворов — 70, жителей — 348; 2 лавки. (1885 год)

Деревня относилась к Каномской волости Лодейнопольского уезда Олонецкой губернии.

КОВКЕНИЦА — деревня при реке Свири, население крестьянское: домов — 82, семей — 78, мужчин — 203, женщин — 245, всего — 448; некрестьянское: нет; лошадей — 52, коров — 71, прочего — 81. (1905 год) 

В конце XIX — начале XX века деревня административно относилась к Заостровской волости 1-го стана Лодейнопольского уезда Олонецкой губернии.
С 1917 по 1922 год деревня входила в состав Горского сельсовета Заостровской волости Лодейнопольского уезда Олонецкой губернии.
С 1922 года в составе Ленинградской губернии.
С февраля 1927 года в составе Луначарской волости. С августа 1927 года в составе Лодейнопольского района.
Согласно карте Ленинградской области Северо-западного аэрогеодезического треста ГГУ издания 1932 года деревня насчитывала 42 крестьянских двора.
По данным 1933 года деревня называлась Коквеницы и являлась административным центром Горского сельсовета Лодейнопольского района, в который входили 5 населённых пунктов: деревни Горка, Коквеницы, Новая Сегежа, Ручьи, Старая Сегежа, общей численностью населения 990 человек.
По данным 1936 года в состав Горского сельсовета с центром в деревне Коквеницы входили 5 населённых пунктов, 230 хозяйств и 5 колхозов.
В 1939 году население деревни составляло 139 человек.
С 1 сентября 1941 года по 31 мая 1944 года деревня находилась в финской оккупации.
С 1954 года в составе Заостровского сельсовета.
В 1958 году население деревни составляло 100 человек.
По данным 1966, 1973 и 1990 годов деревня называлась Ковкеницы и также входила в состав Заостровского сельсовета.
В 1997 году в деревне Ковкеницы Лодейнопольской волости проживали 16 человек, в 2002 году — 23 человека (русские — 91 %).
В 2007 году в деревне Ковкеницы Лодейнопольского ГП проживали 10 человек.

## География
Деревня расположена в северной части района на автодороге 41К-241 (Свирское — Горка).
Расстояние до административного центра поселения — 35 км.
Расстояние до ближайшей железнодорожной станции Заостровье — 6 км.
Деревня находится на правом берегу реки Свирь в устье реки Сегежа.

## Демография
| 1879 | 1885 | 1905 | 1939 | 1961 | 1997 | 2007 |
| ---- | ---- | ---- | ---- | ---- | ---- | ---- |
| 315  | ↗348 | ↗448 | ↘139 | ↘100 | ↘16  | ↘10  |
| 2010 | 2017 |      |      |      |      |      |
| ↗22  | →22  |      |      |      |      |      |

Национальный состав
Согласно данным Всероссийской переписи населения 2021 года в деревне проживали 11 человек, из них русские — 5 человек, остальные национальность не указали.

## Улицы
Набережная, Речная, Свирская, Центральная.